# Postmaster (MTA)
Postmaster ist ein Mail Transfer Agent für unixoide Betriebssysteme, der in Haskell geschrieben wurde. 

## Funktion
Im Gegensatz zu gängigen Mail Transport Agenten lässt sich sein Aufbau mit dem in Haskell geschriebenen Windowmanager Xmonad vergleichen: Postmaster ist eine Programmbibliothek, die Funktionen bereitstellt, die zum Entwickeln eines MTA benötigt werden. Der Serveradministrator schreibt seinen eigenen MTA in Haskell. Dieser ist dann für die Verwaltung der Accounts zuständig.